# Clyde M. Reed

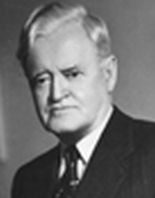
Clyde M. Reed

Clyde Martin Reed (* 19. Oktober 1871 im Champaign County, Illinois; † 8. November 1949 in Parsons, Kansas) war ein US-amerikanischer Politiker und von 1929 bis 1931 der 24. Gouverneur von Kansas. Diesen Bundesstaat vertrat er außerdem im US-Senat.

## Frühe Jahre und politischer Aufstieg
Clyde Reed kam mit seinen Eltern im Jahr 1875 nach Kansas. Die Familie ließ sich im Labette County nieder. Er besuchte die dortigen Schulen und ließ sich als Lehrer ausbilden. Nach einem Jahr im Schuldienst begann er eine 30-jährige Karriere im Dienst der Eisenbahnpost. Gleichzeitig war er der Verleger der Zeitung „Parsons Sun“. Reeds politische Laufbahn begann im Jahr 1919 als Privatsekretär von Gouverneur Henry Justin Allen. Zwischen 1921 und 1924 war er Mitglied eines Regierungsausschusses (Public Utilities Commission). Im Jahr 1928 wurde er als Kandidat der Republikanischen Partei zum neuen Gouverneur von Kansas gewählt.

## Gouverneur von Kansas
Reeds zweijährige Amtszeit begann am 14. Januar 1929. In dieser Zeit wurde die Steuergesetzgebung modernisiert. Nun war es möglich, Banken und andere Geldgeschäfte besser zu besteuern. Eine Verwaltungsreform schuf unter anderem ein neues Arbeits- und Industrieministerium (Labor and Industry Commission). Seit dem New Yorker Börsenkrach vom Oktober 1929 wurde auch Kansas in die beginnende Wirtschaftskrise hineingezogen. Wie fast in allen Bundesstaaten kam es auch in Kansas in der Folge zu Arbeitslosigkeit und Bankenzusammenbrüchen. Während der Amtszeit von Reed konnte wenig zur Behebung der Krise getan werden. Diese erreichte nach dem Ende seiner Amtszeit ihren Höhepunkt und sollte erst in den 1930er Jahren mit Hilfe des New Deal der Roosevelt-Regierung allmählich abklingen.

## Weiterer Lebenslauf
Nach dem Ende seiner Amtszeit widmete sich Reed wieder dem Zeitungswesen. Im Jahr 1939 wurde er in den US-Senat gewählt. Dort verblieb er bis zu seinem Tod im Jahr 1949. Dazwischen hatte er sich im Jahr 1942 noch einmal vergeblich um die Nominierung seiner Partei für die Gouverneurswahlen bemüht. Clyde Reed war mit Minnie E. Hart verheiratet. Das Paar hatte zehn Kinder.